# Стеркулова кислота

Стеркулова кислота – це циклопропенова жирна кислота. Вона міститься в різних рослинах роду Sterculia, у тому числі є основним компонентом олії насіння Sterculia foetida.

## Біосинтез
Біосинтез стеркулової кислоти починається з циклопропанації алкену олеїнової кислоти, зв'язаної з фосфоліпідами, 18-вуглецевої цис-мононенасиченої жирної кислоти. Це перетворення включає два механістичних етапи: електрофільне метилювання за участі S-аденозилметіоніну з утворенням карбокатіонного реакційноздатного проміжного продукту, з подальшою циклізацією через втрату йону Н+, яка здійснюється ферментом циклопропан-жирнокислотний ацил-фосфоліпід-синтазою. Продукт реакції, дигідростеркулова кислота, перетворюється на стеркулову кислоту шляхом дегідрогенізації цис-двозаміщеного циклопропану в циклопропен. Додаткова стадія α-окислення видаляє один вуглець з карбоксильного ланцюга, утворюючи 17-вуглецеву структуру малвалової кислоти.